# Horb am Main
Horb am Main (amtlich: Horb a.Main) ist ein Ortsteil des oberfränkischen Marktes Marktzeuln im Landkreis Lichtenfels.

## Geografie
Das Dorf liegt etwa zehn Kilometer östlich von Lichtenfels in der Mainaue an einem teilweise noch vorhandenen Altarm des Mains. Durch Horb führen die Bundesstraße 289 von Zettlitz nach Burgkunstadt und eine Gemeindeverbindungsstraße nach Neuses.

## Geschichte
Der erste urkundliche Erwähnung war 1284, als Dietrich von Kunstadt dem Kloster Sonnefeld vier Güter zu „Horewe“ übergab. 1327 verkauften Hans von Redwitz und seine Frau dem Kloster Langheim ihr Gut zu „Horwe“.
Im Jahr 1801 gehörten dem Weismainer Amt des Hochstifts Bamberg die Zent-, Territorial-, Dorf- und Gemeindeherrschaft, der Zehnten dem Herrn von Künßberg zu Wernstein auf dem von Aufseßischen Seminar zu Bamberg. Zwei mit Haus und Stadel bebaute Güter waren dem Weismainer Amt steuerpflichtig. Drei Häuser, teilweise mit Stadel, gehörten mit der Lehensherrschaft, Vogteilichkeit und Steuerpflicht dem Kloster Langheim.

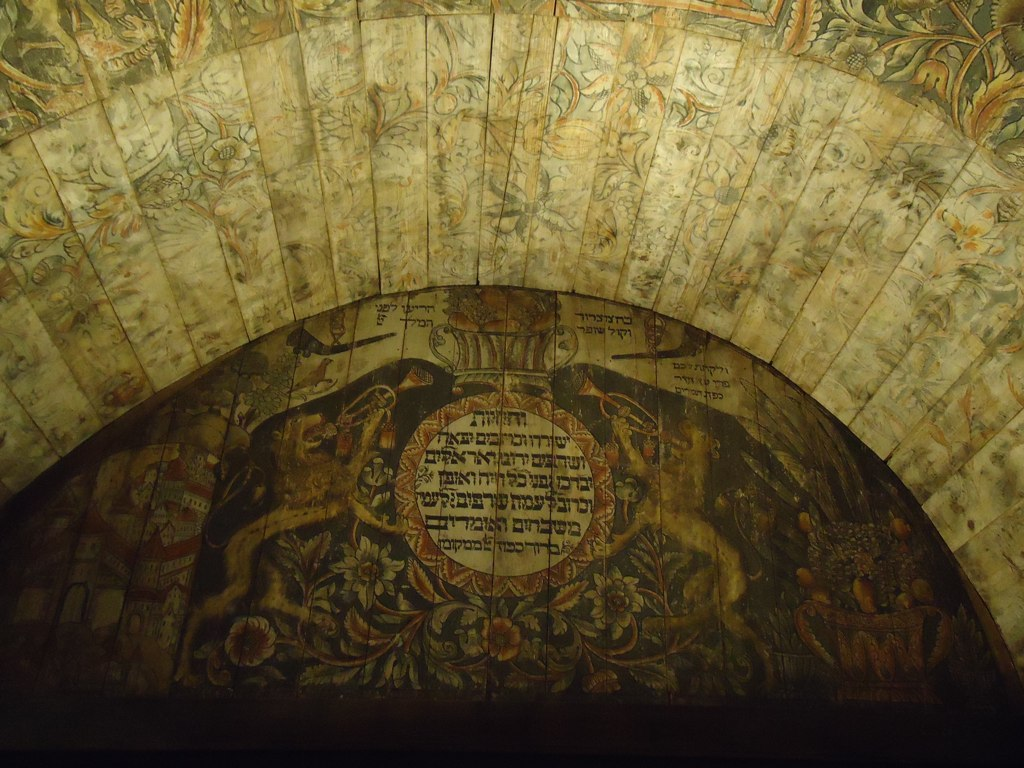
Horber Synagoge ausgestellt im Israel-Museum

Seit dem 17. Jahrhundert bis um 1870/1880 bestand in Horb eine jüdische Gemeinde. Im Jahr 1824 hatte der Ort bei einer Bevölkerung von 163 Personen 48 jüdische Einwohner. 1852 waren es 28 jüdische Einwohner bei insgesamt 143 Einwohnern. Die jüdischen Familien lebten überwiegend vom Handel. An Einrichtungen bestanden ein Betsaal beziehungsweise eine Synagoge, eine Religionsschule und ein rituelles Bad. 1864 wurde das Fachwerkhaus mit der Synagoge im ersten Stock an die Brauerei Gampert verkauft. Die Malereien auf Holzrippen konnten gerettet werden und befinden sich im Israel-Museum in Jerusalem.
1875 zählte der Ort 172 Einwohner und 62 Gebäude und gehörte zur Landgemeinde Zettlitz. In der Landgemeinde lebten insgesamt 338 Einwohner, von denen 184 Katholiken, 135 Protestanten und 19 Israeliten waren. Das Dorf gehörte zum katholischen Schul- und Kirchensprengel vom sechs Kilometer entfernten Altenkunstadt und zum evangelischen Schul- und Kirchensprengel vom 1,5 Kilometer entfernten Obristfeld. Im Jahr 1900 umfasste die Landgemeinde eine Fläche von 248,6 Hektar, 257 Einwohner und 47 Wohngebäude. 128 Personen lebten in Horb in 27 Wohngebäuden. Es gab noch einen jüdischen Einwohner, der 1912 starb. Die katholische Schule befand sich drei Kilometer entfernt in Redwitz an der Rodach. 1925 lebten in dem Ort 166 Personen in 31 Wohngebäuden. Am 30. Dezember 1925 wurde Horb von der Pfarrei Altenkunstadt ausgepfarrt und der Pfarrei Hochstadt am Main angeschlossen. 1950 hatte das Dorf 230 Einwohner und 34 Wohngebäude. Die katholische Schule befand sich in Marktzeuln. Im Jahr 1970 zählte Horb 195 Einwohner und 1987 233 Einwohner sowie 48 Wohngebäude mit 64 Wohnungen.
Die Eingemeindung nach Marktzeuln fand am 1. Juli 1977 statt. Eine Freiwillige Feuerwehr besteht seit 1904.

## Wirtschaft
Eine Brauerei nahm in Horb im Jahr 1755 den Betrieb auf. Ab 1883 führte sie als Firmenbezeichnung den Namen Gampert. Gebraut wurde bis 1999. Gegenüber dem Brauhaus befand sich der Brauerei-Gasthof Wittelsbach. 1979 errichtete die Dechant Bau GmbH ein Betonfertigteilwerk in Horb. Seit einem Eigentümerwechsel im Jahr 2001 firmiert das Unternehmen als Fertigteilwerk Obermain. Im Jahr 2017 hatte es rund 120 Beschäftigte.

## Sehenswürdigkeiten
In der Bayerischen Denkmalliste sind für Horb drei Baudenkmäler aufgeführt.

## Persönlichkeiten
Ernestine Reuter (1870–1934), Aktivistin der bürgerlichen Frauenbewegung